# Prnjavor (Kalesija, BiH)
Prnjavor je naseljeno mjesto u sastavu općine Kalesija, Federacija Bosne i Hercegovine, BiH.

## Stanovništvo
| Prnjavor           |                |              |                |
| godina popisa      | 1991.          | 1981.        | 1971.          |
| Muslimani          | 1.035 (94,95%) | 801 (93,35%) | 1.596 (87,11%) |
| Srbi               | 49 (4,49%)     | 47 (5,47%)   | 192 (10,48%)   |
| Hrvati             | 1 (0,09%)      | 1 (0,11%)    | 17 (0,92%)     |
| Jugoslaveni        | 0              | 5 (0,58%)    | 0              |
| ostali i nepoznato | 5 (0,45%)      | 4 (0,46%)    | 27 (1,47%)     |
| ukupno             | 1.090          | 858          | 1.832          |

## Vanjske poveznice
- Satelitska snimka[neaktivna poveznica]